# 沼田識史

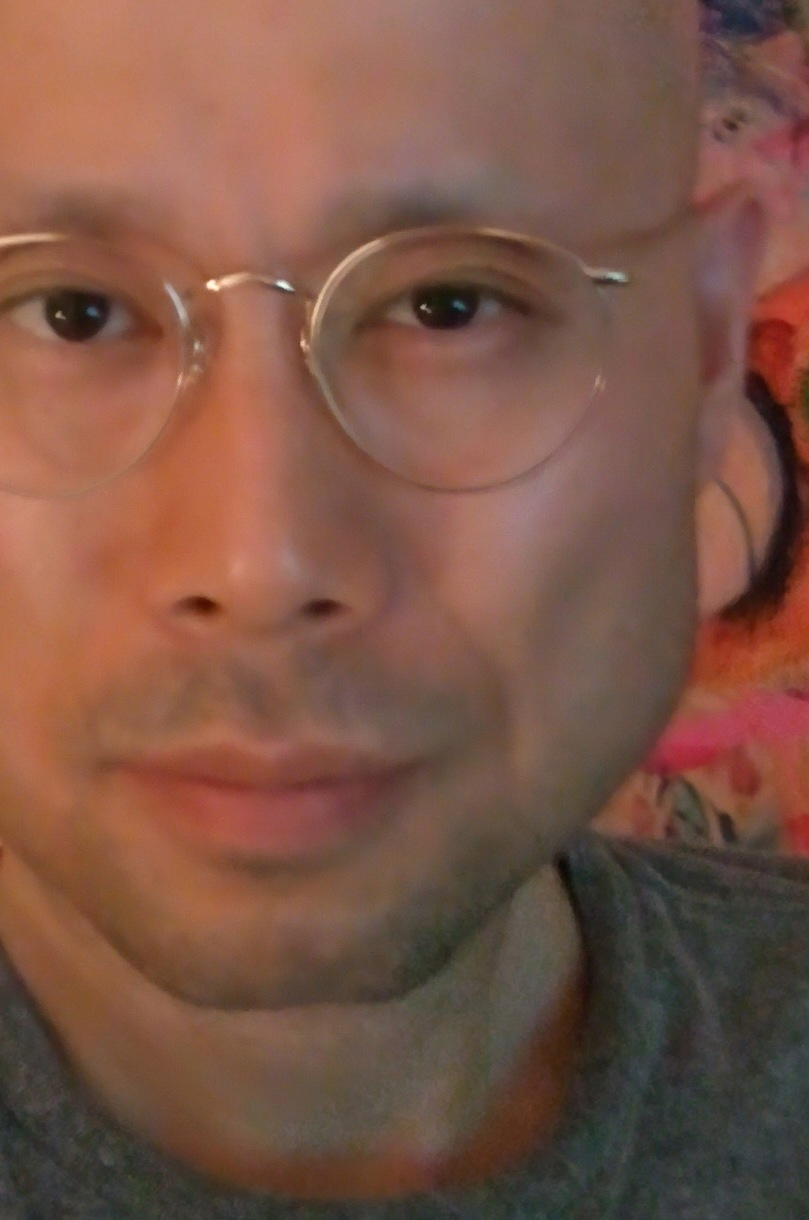
沼田識史(美術家)の顔(撮影YUKI)

沼田 識史（ぬまた さとし、1966年9月25日 - ）は日本の現代美術家、画家。東京都北区西ヶ原出身。
本名は沼田 知直（ぬまた ともなお）。愛称は、ぬまりん。埼玉県立南稜高等学校、日本大学法学部政治経済学科卒業。

## 出生
1966年9月25日14時50分に、東京都北区西ヶ原で父・徹夫と母・周子（のりこ）との間に非嫡出子として生をうける。

## 幼年から少年時代
父方の母親は、東京芸術大学音楽部の前身である東京音楽学校卒業で、母方の叔父が画家という中で幼少期を過ごす。幼年から少年時代に、初めて衝撃を受けた音楽は、カーペンターズが歌った『遥かなる影』やスティーヴィー・ワンダーの楽曲の『迷信』であったと沼田は答える。それからは絵を描くと同時に歌も唄うようになった。そのような環境の元で絵画と音楽に対する興味が深くなる。
幼少期から色々な絵画を観てきたが、小学4年生の終わりに梅原龍三郎が描いた『竹窓裸婦』を観て、「これこそ大人の女性の身体だ」と、沼田は強い衝撃を受ける。
小学3年生の頃、映画の事ではあるが、黒澤明監督の『椿三十郎』を観て、絵画を観ているような衝撃を受けて、母親に「この監督はアメリカの人なの？」と母親に尋ねると、母親は「これは日本の監督で黒澤明という人が創った作品だよ」と教えられ、「日本にこんな凄い監督がいるのか」と、絵画の面でも、音楽の面でも大変勉強になった事を、今でも鮮明に覚えていると沼田は言う。
現在の現代美術家、沼田識史の描く絵のルーツは、幼年時代から少年時代の環境によるものと沼田自身も答えている。

## 概要
主に人物を対象にした現代美術作品で知られている。
キャンバスにアクリル絵具で描き、唯一無二のスタイルで既成概念に囚われず、自由な発想の独特な雰囲気や個性を持つ人物画を描いたり、ポップアート、抽象的な絵、コラージュなども創る。写真を撮ることもある。
現代美術家、沼田識史が崇拝する人物は黒澤明監督、スタンリー・キューブリック監督、俳優のジャック・ニコルソン。尊敬する人物は画家の梅原龍三郎、横尾忠則、ジャン＝ミシェル・バスキア（Jean-Michel Basquiat）。
沼田識史がこだわっているのは、「絵は描くのではなく」「書くものだ」ということである。これは尊敬している画家である、ジャン＝ミシェル・バスキア（Jean-Michel Basquiat）の絵画を観て学んだ。
沼田は絵を制作する時に、ルートヴィヒ・ヴァン・ベートーヴェン作曲、交響曲第９番の第４楽章を何度も繰り返し聴きながら作品の制作を行う特徴がある。それは沼田の絵を制作する心のテンポと第４楽章の曲のテンポが合って心地よいと、沼田識史自身言っている。

## 人物
- 落語家の立川談春とは埼玉県立南稜高等学校時代からの同級生で友人である。

- 日本大学法学部時代の沼田は、音楽サークルの日本大学法学部フォークソング研究会（JFC）に在籍。ボーカルを担当していた。

- 沼田は特発性右小脳出血性梗塞を患い、また右の脳幹部にあった海綿状血管腫が破裂して脳幹出血を患い右半身麻痺になったことがあり、まだ右の脳幹部に未破裂の海綿状血管腫がある状態。それに脳脊髄液減少症も患っており、一時期は体力、気力、集中力が思う様にコントロール出来ずに、作品制作を断念しようと苦渋に満ちた時期もあった。現在も体調のコントロールが難しいと沼田は言う。

- 色々な病気を患って沼田が1つだけ学んだことは「今までの自分の生意気な愚かさに気がついて、色々な事柄がわかるようになってきた」と言っている。